# Egzisztencializmus
Az egzisztencializmus egy modern polgári idealista filozófiai és irodalmi irányzat. Kezdetét egyesek Martin Heidegger Lét és idő (1927) című művének megjelenésétől számítják, mások már Søren Aabye Kierkegaard Vagy-vagy (1843) című művétől. Az irányzat előzményének Kierkegaard bölcseletét, Rilke költészetét és Dosztojevszkij műveit tekintik, illetve a 19. századi életfilozófiákat. Számos egzisztencialista gondolkodó a fenomenológiai mozgalomból lépett elő, és ennyiben a fenomenológiai módszer mellett kötelezte el magát, azaz a létezés alapszerkezetét feltáró fenomenológiai vizsgálódással próbálták elemezi az ún. egzisztenciálékat (a fenomenológiai módszer lényege: csak azt kell vizsgálni, ami a külső vagy belső tapasztalatban megmutatkozik). A kérdező létére irányuló módszertani újítással az egzisztenciális filozófia az újkori szubjektivizmus vonalába áll be, még ha túl is akarja haladni azt, s a humanizmus "új megalapozását" tűzi is ki célul.
A legfontosabb egzisztencialista filozófusok: Søren Aabye Kierkegaard (1813-1855), Karl Jaspers (1883-1969), Martin Heidegger (1889-1976), Gabriel Marcel (1889-1973) és Jean-Paul Sartre (1905-1980). Bizonyos módon közel áll az egzisztencializmushoz Martin Buber (1878-1965) „Én-Te” filozófiája is.

## Az egzisztencializmus háttere
Az I. világháború utáni Németországban keletkezett (Martin Heidegger, Karl Jaspers) és a második világháború alatti és utáni Franciaországban teljesedett ki (Jean-Paul Sartre, Albert Camus, Simone de Beauvoir). Az egzisztencializmus népszerűségét a fejlett tőkés országokban az a valós helyzet magyarázza, hogy a liberális haladáseszménnyel (liberalizmus) meghasonlott polgári értelmiség helyét és útját kereste a minden addiginál nagyobb katasztrófákkal terhes világban. A korábbi filozófiákat az egzisztencializmus a személyiség problémáinak előtérbe állításával kívánja meghaladni és a szabadságot választja központi kategóriának. Szabadnak lenni, egzisztenciának lenni annyit jelent, mint önmagunknak lenni, ezért az ember "szabadságra ítéltetett" (Sartre). Az ember, aki képes "választani", önmagát választani, önmaga lenni - mivel az egzisztencializmus szerint a választáshoz nem állnak rendelkezésre tartalmi kritériumok -, a semmi jegyében választja saját magát. Az egzisztencializmus talán legnagyobb hatású változata szerint az egzisztencia a semmi felé irányuló lét, amely tudatában van saját végességének. Ez a semmi felé, a halál felé való irányultság, a "határhelyzetek" jelentőségének hangsúlyozása akadályozza az egzisztencializmust, hogy pozitív feladatokat tűzzön maga elé, ugyanakkor termékeny szemléletmódnak bizonyult a korszakproblémák irodalmi ábrázolásában. Az egzisztencializmus egyes kiemelkedő képviselőinek közéleti-politikai magatartása meglehetősen eltérő volt; a francia egzisztencialisták pl. részt vettek az antifasiszta ellenállásban.

## Az irányzat tagolása és képviselői
Az egzisztencializmust a következő kritériumok alapján szokták tagolni: nemzeti hovatartozás szerint, és aszerint, hogy ateista vagy vallásos. Ez az irányzat nem képezett egységes iskolát, az ide sorolt gondolkodók olykor maguk is tiltakoztak a besorolás ellen. A legelfogadottabbnak tekinthető felosztás szerint ide tartozik: Jaspers, Sartre, Marcel, Camus, Ortega y Gasset, Unamuno, Bergyajev, Sesztov. A vallásos irányzat reprezentánsai: Heidegger, Jaspers, Marcel, Bergyajev, Buber.

## Az egzisztencializmus tanítása

### Az egzisztencializmus reflexiója
Az egzisztencializmus az énfilozófia egy különleges változata. Központi gondolata egy különbségtétel révén világítható meg, amely Søren Kierkegaardtól származik, aki így tiltakozott Hegel fogalmi dialektikája ellen. Az objektív és a szubjektív reflexió különbségéről van szó.
Az ember képes reflektálni a mindennapi tapasztalatra, amiből a filozófia kiindul. Az egzisztencialista gondolkodók úgy vélik, hogy ennek kapcsán alapvetően két lehetőség között választhat:
1) Eltekinthet önmagától, személyes, individuális szubjektivitásától és benső világától, s érdeklődését arra irányíthatja, ami objektív módon adott. Ezzel az alaplehetőséggel él a tudományos-technikai érdeklődés. Az egzisztencialisták úgy vélik, többnyire a filozófia is ennek az objektív reflexiónak a jegyében folytatta vizsgálódásait.
A reflexió objektív lehet akkor is, ha önmagamra „hajlok vissza”, például amikor mint élőlényt, mint eszes lényt, mint állampolgárt vizsgálom önmagamat. Ilyenkor ugyanis mindig olyasmit vizsgálok magamon, ami másokon is megfigyelhető, s ezért eltekintek konkrét énemtől, hiszen az a vizsgált dolog szempontjából közömbös. Az egzisztencialista gondolkodók viszont éppen erre, a „mindenkor-enyém” énre irányítják figyelmüket, s az objektív reflexió értékét csökkentik, mivel abban birtoklásra irányuló törekvést lát, amellyel mindent racionálisan akar elrendezni, használhatóvá tenni (Marcel), vagy útja az undort keltő, önmagában-levőhöz vezet (Sartre), az élettelen, merev „Az-világ” álvalóságába (Buber), amelyben az emberlét „inautentikus” (nem tulajdonképpeni, nem sajátlagos) és „bukott” (Heidegger).
2) Az ember azonban megragadhatja igazi valóját is, mégpedig lehetőségként. Ebben a szubjektív reflexióban a „mindenkor-enyém” önmagáról van szó; személyes, egyéni, szubjektív létéről, az énről, amit egzisztenciának nevezünk (az egzisztencia fogalma itt mást jelent mint például a szót meghonosító Aquinói Szent Tamás, vagy Leibniz, vagy Hegel értelmezésében). Tehát az egzisztenciabölcselet középpontja az egyedi ember: nem az általánoson belüli különös, hanem a megismételhetetlen, egyszeri, egyetlen egyén. Nem azt kérdik, hogy mi az ember, hanem azt, hogyan éljen, miként valósítsa meg önmagát, hogyan lesz valódi és eredeti. A radikális szabadság ez arra, hogy önmagát lehetőségként ragadja meg: Az vagyok, amivé magamat az egzisztálásban teszem.
Az egzisztencialista gondolkodók figyelmének középpontjában tehát az egzisztencia áll. Ez semmi egyéb, mint az ember mindenkor elidegeníthetetlen szubjektivitása, az a szabadság, amelyben önmagamat teremtem meg. Egzisztenciális élményekben válik ez tudatossá, mikor is az ember a maga létét halál-felé-való-létként (Heidegger) értelmezi; amikor számot vet az öngyilkosság lehetőségével (Marcel), amikor határhelyzetekben tapasztalnia kell az élet törékenységét (Jaspers). Az egzisztencia mindig a világban van, világban-való-létként valósul meg (Heidegger); személlyé válik a kommunikáció szeretet hordozta küzdelmében (Jaspers); egy „viszony, amely önnönmagához viszonyul” (Kierkegaard). Az ember az a létező, „akinek a létében magáról erről a létről van szó” (Heidegger).

### Az egzisztenciálék
Az egzisztencia szó jelentése az egyes filozófusoknál különbözőképpen árnyalódik, önálló jelentést is kap, ám a jelentés alaprétegét meghatározza az is, hogy korábban, a 13. században Aquinói Szent Tamás milyen módon különítette el egymástól az essentia (lényeg) és az existentia (létezés) szót. Az ember egzisztenciájának jellemzője a nyitott lét: az ember létezése során állandóan úton van, folyamatosan formálja saját lényegét, ebben különbözik az állattól. Az egzisztenciálfilozófiák képviselőinek lényegi mondanivalói vannak a dehumanizációval, a szorongással, az idővel, a halállal, a tudomány, a technika szerepével, az ember léttől való elidegenedésével és a tömegkultúrával kapcsolatban.
Heidegger szerint minden emberi egzisztenciát három tulajdonság jellemzi: 
- a hogylét vagy hangulati állapot
- a megértés
- a beszéd.

Az egzisztencia e három alapkategóriáját egzisztenciálnak nevezi és szembeállítja az arisztotelészi kategóriákkal, mivel szerinte az emberi egzisztencia nem érthető meg dologként, következésképpen nem jellemezhető a dolgokból levezetett kategóriákkal.

#### Hogylét
Ezen a fogalmon Heidegger nem valami belső állapotra gondol, hanem arra, ami bizonyos módon hangolja és átjárja az egzisztenciát, mert bizonyos értelemben az öröm, a bánat, a szomorúság maga a létünk. A hogylét tárja fel az ember világi létét, mutatja meg ittlétét, és lehetővé teszi a lét „lehallgatását”. Az alaphangulat a szorongás: benne tárul fel létünk esendősége, veszélyeztetettsége, magánya és a választás lehetősége, megnyilvánul benne az ember hontalansága és idegensége.

#### Megértés
A második egzisztenciál a megértés: annak a létnek a megértése, amelyben egzisztenciánk gyökerezik, s amelynek ismerete nélkül egyetlen kijelentést sem tehetünk. Ennek a létmegértésnek a következménye az ember kitüntetett létezése: az ittlét. Az ember a maga létezését létmegértésének megfelelően tervezi el és valósítja meg, tehát magát tervezi el. Amennyiben helyes a létmegértése, helyesen alakítja létezését is, de mivel a számtalan lehetőség közül mindig csak egyet választhat, és mivel a világban létezik, kivetettként a valóságba dobva, mindig fennáll a lehetősége annak, hogy átsiklik a nem tulajdonképpeni létezésbe.

#### Beszéd
A harmadik egzisztenciál a beszéd, amely Heidegger szerint nem pusztán hangok és szimbolikus jelek rendszere, hanem elsődleges egzisztenciál: nyelvében egzisztál az ember. A nyelv a mindenkori történelmi helyzetben „üzen” a létről és az emberről, és egyben értelmezi is az üzenetet. A csönd is beszéd – írja. A hallgatás alkotóeleme a beszédnek, vagyis „a beszélni tudás és hallani tudás egyformán alapvető. Beszélgetés vagyunk, ez egyben mindig azt jelenti: egy beszélgetés vagyunk. A nyelv a „lét hangja”, megelőzi az embert, és az ember a nyelvben egzisztál mielőtt bármit is szólt volna.

### Az emberi élet
Az objektív és a szubjektív reflexió, objektivitás és egzisztencia különbözősége döntő jelentőségű az egzisztencializmus számára. Radikális felszólítás ez a filozófia tulajdonképpeni létezésére is. Az egzisztencialisták szabadságként és lehetőségként állítják az ember elé tulajdon önmagát. Ebben a felszólításban gyakorlati, etikai szándék is megmutatkozik. Kihívja az embert a mindennapi világban-való-lét általi „önfelejtésből”, és szabad egzisztenciaként szembesíti felelősségével. Beletaszítja a gondba, a szorongásba, mi több, az ittlét abszurditása, az elkerülhetetlen kudarc és a halál kiváltotta kétségbeesésbe. Az egzisztencialisták szétszakítják a mindennapok, a fogyasztói mentalitás és a szürke gondolatnélküliség ködfátylát, amely rátelepszik a létezésre, s kíméletlenül feszegetik az emberlét értelmének problémakörét. A végességben, a „belevetettségben” az ember rádöbben szabadságára és önnön lehetőségeire.
Az élet értelmének problémakörét persze különbözőképpen értelmezik. Kieerkegaard szerint csak akkor küzdhetjük le kétségbeesésünket, ha egzisztenciánkat összekapcsoljuk Istennel. (így Kierkegaard – az egzisztenciális bölcselet atyjaként – az ateista (Sartre és Camus) és szkepticista (Jaspers) követőinek kritikus vonatkoztatási pontja is.) A tulajdonképpeni létezés Marcel számára is azt jelenti, hogy az ember – a szeretet, a remény és a hűség (hit) révén – az isteni létben részesedik. Jaspers a határhelyzetekben s a halálban mint végső kudarcban Isten rejtjeleit látja, amelyeket kinek-kinek értelmeznie kell. Sartre viszont kizártnak tartja, hogy Isten legyen az emberlét végső értelemadó alapja, amiből egyenesen következik, hogy a létezés abszurd, s ezt az egzisztenciát az embernek el kell viselnie és ki kell tartania benne – „az ember hasztalan szenvedés csupán” – vallja Sartre.

## Az egzisztencializmus kritikája
Tagadhatatlan, hogy az egzisztencialista filozófia olyan igényeket képvisel, amelyeket nem lehet kereken elutasítani. Egyrészről nem alaptalanul mutat rá arra, hogy a bölcselkedés nemcsak értelmi spekuláció, hanem az egész ember munkája. A bölcselet így válik valóban eggyé az emberi élettel, és éppen egzisztenciális kötöttsége miatt marad ábránd a racionalizmus vágya, a független, „abszolút” filozófia eszméje. Másrészről abban is igazat kell adnunk ennek a filozófiai eszmének, hogy a racionalizmus által elhanyagolt egyedi lét jelentőségére fordítja a figyelmet, és a tömegben való elsodródástól óvja az egyént. Ez megszületésének idején, a világháborúk pokoli, kivetkőzött és kifordított világában nagy jelentőségű volt; a gondolkodó és érző ember már-már egyetlen lehetősége, hogy megmentse az Embert. Éppen a háborúnak köszönhette "sikerét" is, hiszen az ember ipari robotizálása ellen foglaltak állást, s ez a folyamat a bolygóméretű fegyveres konfliktussal és az emberek munkatáborokban folyó robotizálásával érte el tetőpontját. Jelentős pillanat volt ez, hiszen az embert antirobotként kellett bemutatni, aki teljes egészében ura önmagának, választásainak szabad megalkotója (ez a kommunizmussal szembeni állásfoglalás is volt). El kell ismerni annak is jótékony és igazságot szolgáló hatását, hogy a gyakran az Abszolútummal egyenlőnek beállított emberi ábrázolásokkal szemben olyan emberképet rajzolt meg, melyben az emberi lét földies, sőt tragikus vonásai, a végesség, a létbizonytalanság, a halál kikerülhetetlensége domborodik ki, és vette a merszet, hogy ezzel szembenézzen.
Ha azonban az ígért megoldás eredménye szempontjából nézzük az egzisztencializmust, a vállalkozás elégtelensége szembeszökő. Habár elvileg a lét értelmének megvilágítását ígéri, valójában annak csak egy részét, egy absztrahált szeletét látja meg: a konkrét egyedi létet, és azt a valóság egészével azonosítja. De nem lehet teljes, és így a valóságnak megfelelő az a világkép, mely mellőzi az egyedek felett álló, azokat magasabb egységbe egyesítő mozzanatokat, és különösen, melyben nem marad hely a valóság végső egységét adó lét, az abszolút Valóság számára. Az ember vitathatatlanul vonatkozásban áll az idő horizontján túlfekvő örökkévaló valósággal, értékekkel, eszmékkel is. Azonban a racionalizmus merész konstrukcióival szemben aligha szolgáljuk eredményesen az igazságot, ha az egyedi lét, az alanyiság zárt körében maradunk, és azokat az óriási jelentőségű ellentéteket, mint egyed és egyetemesség, relatív és abszolút lét, egyén és közösség, alany és tárgy, a viszony egyik tagjára való redukálással megdöbbentő rövidlátással leegyszerűsítjük.
Ez az egyoldalú valóságszemlélet nem ad választ az emberi élet értelmére, hiszen a honnan, a hová és miért kérdését teljesen homályban hagyja. A legmélyebb létproblémákat illetően hallgatásra kényszerülő, a végesség korlátain tovább elmélkedni képtelen valóságszemlélet nem alkalmas oly magasabbrendű moralitás megvalósítására, ami az egzisztenciális filozófia titkos vágya (Sartre számos próbálkozás után bevallotta, hogy képtelen megfogalmazni az egzisztencialista etikát). Az embert céljai, értékeszméi emelik önmaga felé, és biztos cél nélkül az ember csak kószál, de nem halad, nem fejlődik. A megsemmisülés biztos tudatától hevített heroizmus aligha lehet célértékű magasrendű erény, inkább az emberi dac igazolatlan túlértékelése. Az egzisztenciális filozófia saját nevével jelzi határait. Ezért is lett ez a filozófia a világháborúk súlyát érző, létében fenyegetett, bizonytalanságban vergődő ember egzisztenciájának inkább művészi, mint filozófiai kifejezése.